# Лондонский автобус
Лондонский авто́бус — сеть автобусных маршрутов Лондона, организованная London Buses. Важный вид наземного муниципального общественного транспорта мегаполиса.

## Двухэтажные автобусы
Лондонский даблдекер (от английского doubledecker — двухэтажный) — название двухэтажных автобусов красного цвета, курсирующих на городских маршрутах Лондона.
Автобус модели «Рутмастер», находившийся в эксплуатации с 1956 по 2005 годы, стал символом города. Среди современных двухэтажных автобусов Лондона — введённый в эксплуатацию в 2012 году «новый автобус для Лондона» с гибридным приводом.

### До 1950-х годов
Автобусным сообщением Лондона с 1855 по 1933 годы занималась London General Omnibus Company, эта компания закупала автобусы для всей столицы.
С 1911 года автобусы под нужды города специально конструировались: в 1911 году на линии вышел LGOC B-type собственного производства в деревянном кузове на деревянном шасси, второй этаж открытый. В 1922 году его сменил автобус NS-Type, он первоначально также имел открытый второй этаж, но в 1925 году городские власти ввели запрет на эксплуатацию автобусов с открытым верхом и почти 1700 экземпляров подверглись модификации.
В начале 1930-х годов был выпущен трёхосный одноэтажный автобус LT class, который отличался повышенной пассажировместимостью.
Его сменил автобус RT, выпущенный после войны.

### 1956—2005 годы

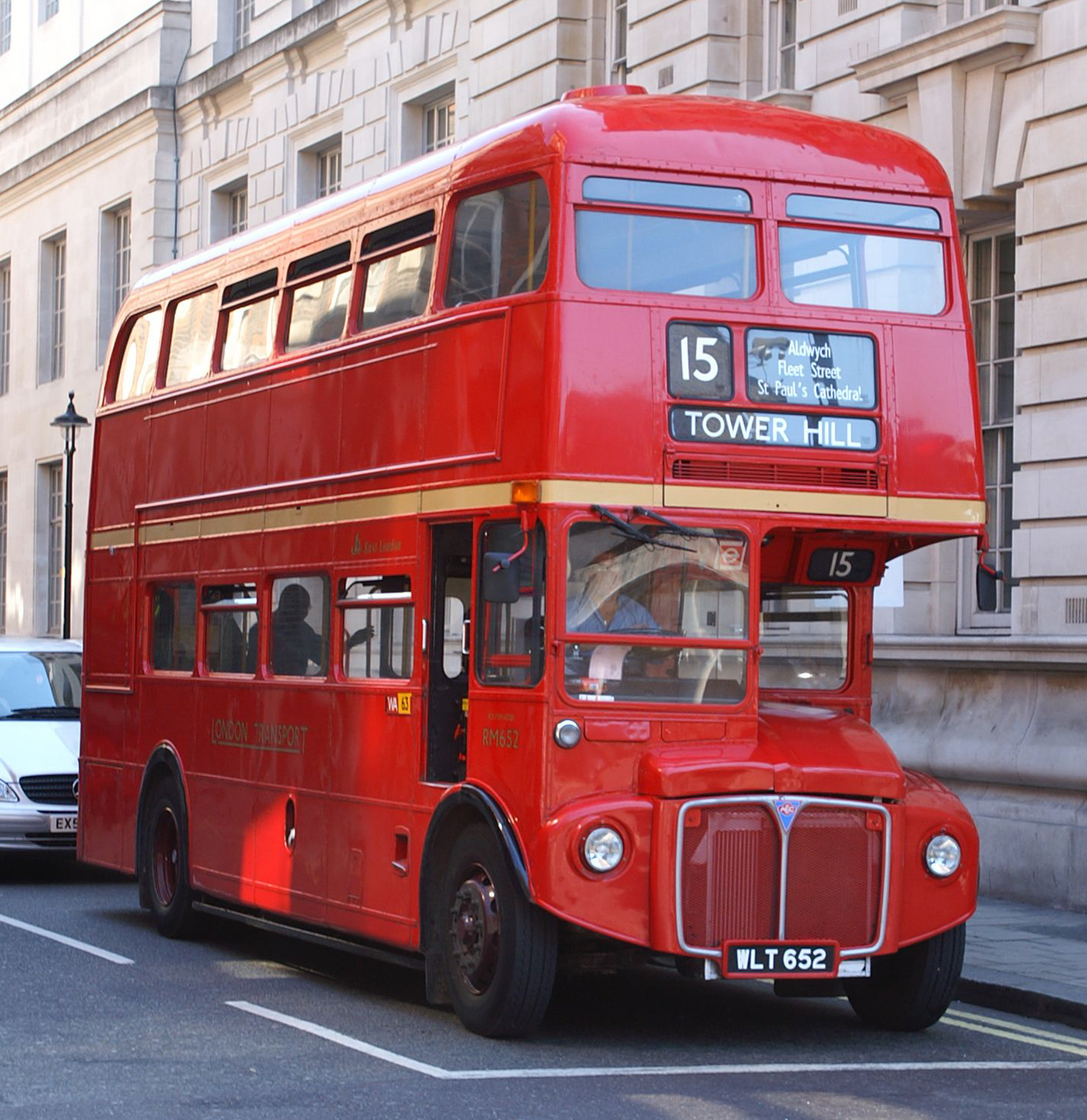
«Рутмастер»

Рутмастер стал символом Лондона, он работал на линиях столицы Великобритании с 1956 до конца 2005 года.
Автобус Dennis Trident 2 номер LX03 BUF, был взорван 7 июля 2005 года в рамках теракта 7/7 в общественном транспорте Лондона. Автобус двигался по маршруту № 30 (Лондон) недалеко от Тависток-сквер. Убито 13 человек.
Официально переход на другие типы автобусов стал вынужденной мерой по причине того, что потребовалось перейти на низкопольные автобусы для удобства инвалидов и пожилых пассажиров.
К тому же в Рутмастере с его открытой площадкой пассажиры периодически получали травмы на задней открытой площадке автобуса. Дополнительным аргументом стал уход от института кондукторов и переход на обслуживание автобуса одним водителем.
С другой стороны, этот автобус стал частью английской культуры и завершение работы этих автобусов воспринималась обществом как акт культурного вандализма. К тому же роль кондукторов в салоне автобуса способствовала повышению безопасности пассажиров и снижению количества фактов вандализма в салоне автобусов. К тому же инвалиды не получили больших плюсов от выпуска других типов автобусов, так как разрекламированные аппарели для инвалидов работали далеко не на всех машинах. Высота автобуса была 4381,5 мм.

### Современные автобусы

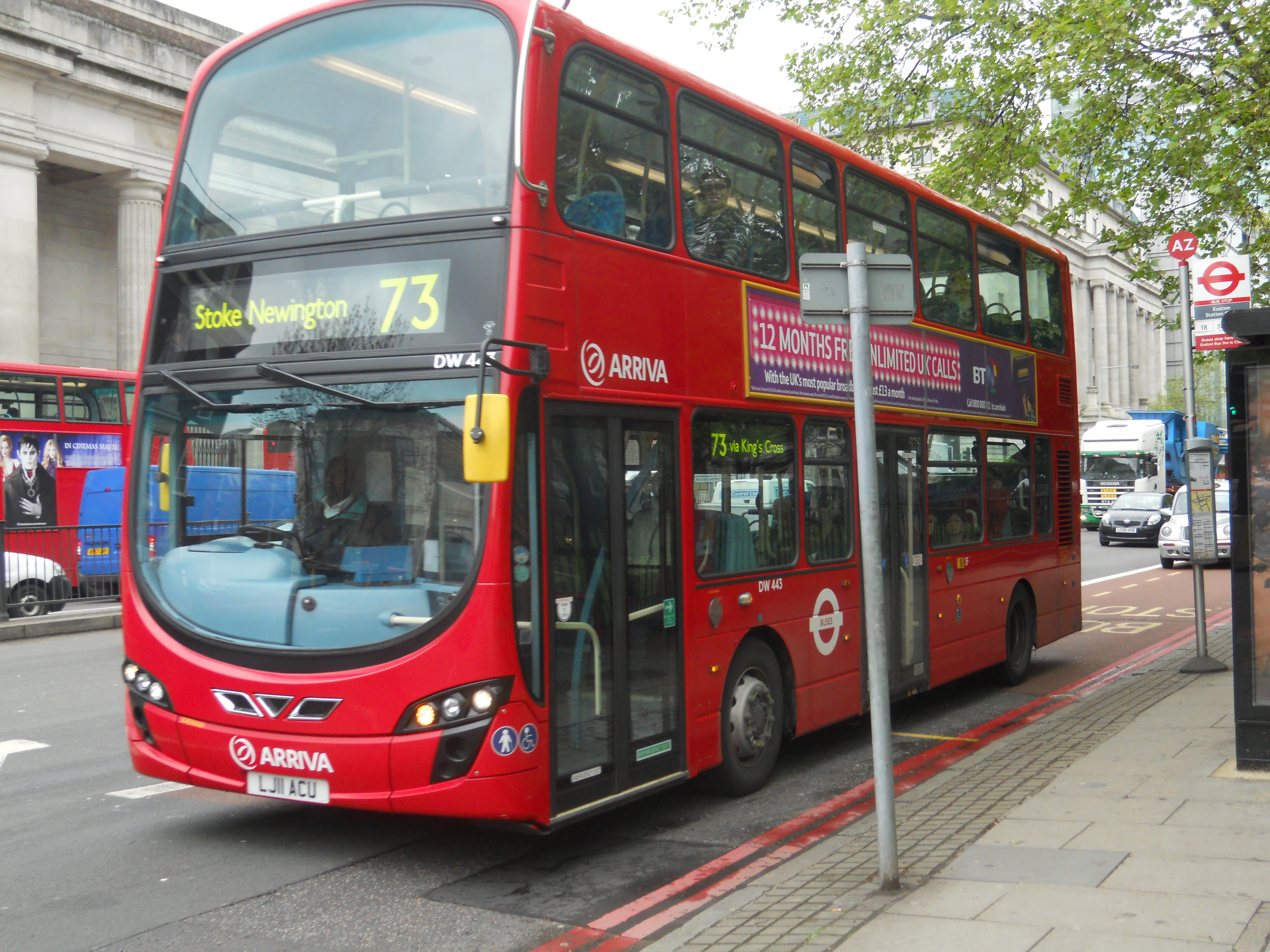
Вид современного даблдекера

В декабре 2007 года, в преддверии летних Олимпийских игр 2012 года стартовал проект разработки нового городского автобуса для Лондона. Проект назывался «новый автобус для Лондона» (в оригинале — New bus 4 London), официально результат конкурса был представлен в 2010 году.
Проект начал мэр Лондона Кен Ливингстон, конечный вариант презентовал Борис Джонсон.
Принципиально автобус представляет собой гибридную схему, привод на передние колеса — дизельный двигатель объёмом 4,5 л.
Задние колёса вращаются электродвигателями от литий-ионных батарей. Батареи заряжаются от солнечных батарей на крыше автобуса, в ночное время батареи питает электрический генератор. Системой баланса между источниками энергии управляет бортовой компьютер, этот компьютер также управляет ускорением автобуса. Системы управления создаются совместно Transport for London(TfL) и Wrightbus.
Конструктивно он напоминает рутмастер, алюминиевый кузов установлен на раму. В конструкции автобуса есть дополнительные двери и вторая лестница на второй этаж. Классическая задняя площадка осталась, но она закрыта лёгкой дверью.
Машину производит Wrightbus, предприятие уже собрало прототип машины. Первые испытания автобуса должны были проводиться на тестовой линии недалеко Милбрука в Бедфордшире.

## Маршрутная сеть
Маршрутная сеть почти не изменилась от прошлых маршрутов